# 尿道

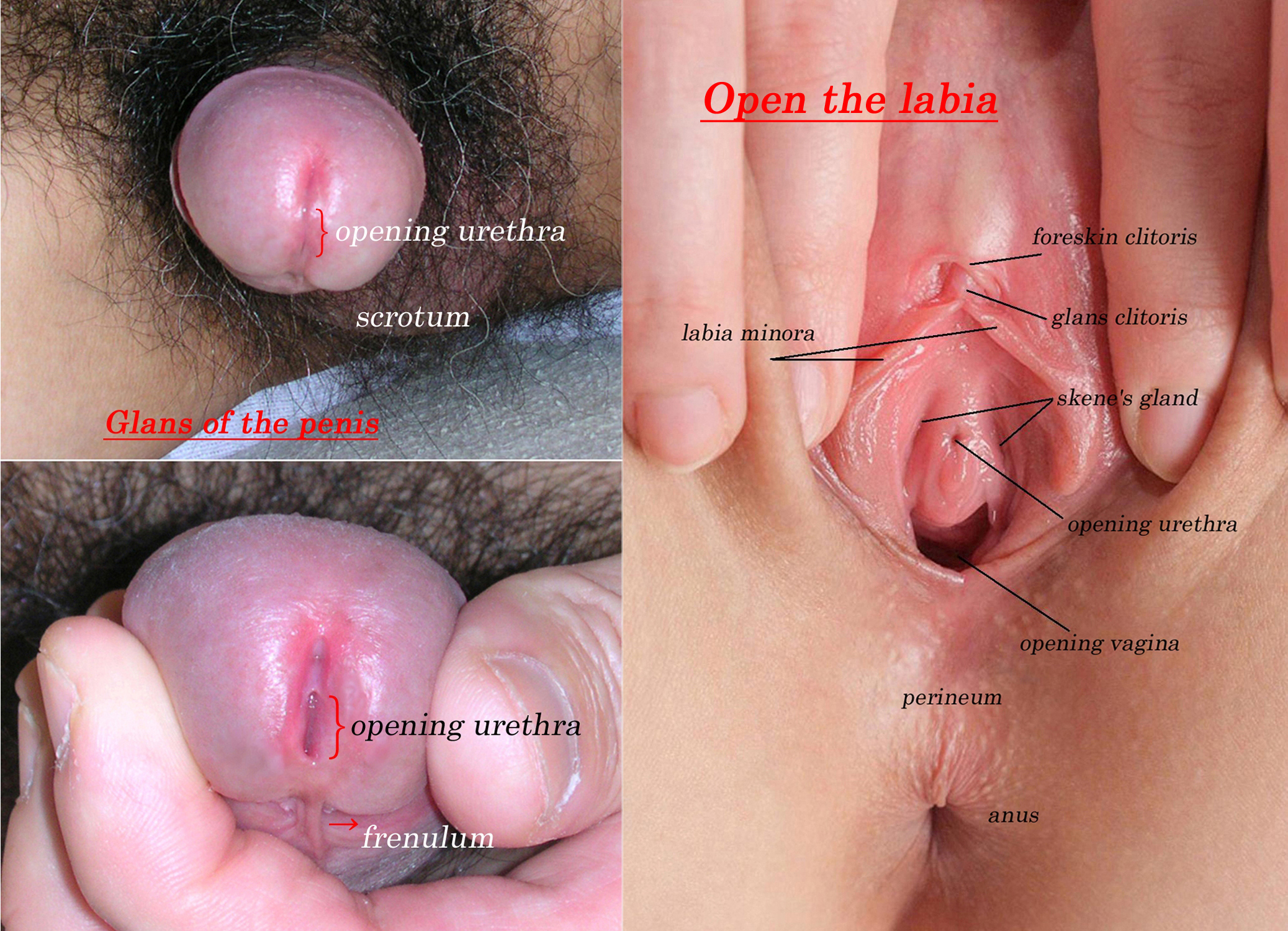
男性（左）与女性（右）尿道外口（opening urethra）示意圖

尿道（urethra）是哺乳动物将尿从膀胱运送至体外的肌性管道，属泌尿系统的器官之一；在雄性也是精液排出的通道，因此也是生殖器官之一。
人类男性尿道起始于膀胱内三角尖端的尿道内口，穿过前列腺、尿生殖膈及尿道海绵体，止于阴茎头顶端的尿道外口；男性尿道长而细，分为前列腺部、膜部和海绵体部，兼有排尿和排精的功能。女性尿道同样始于尿道内口、穿过尿生殖膈、终于阴道前庭部的尿道外口；女性尿道短而直，与阴道邻近。
在胚胎發育的过程中尿道是从泄殖腔的腹面产生的。

## 解剖学

### 雄性尿道

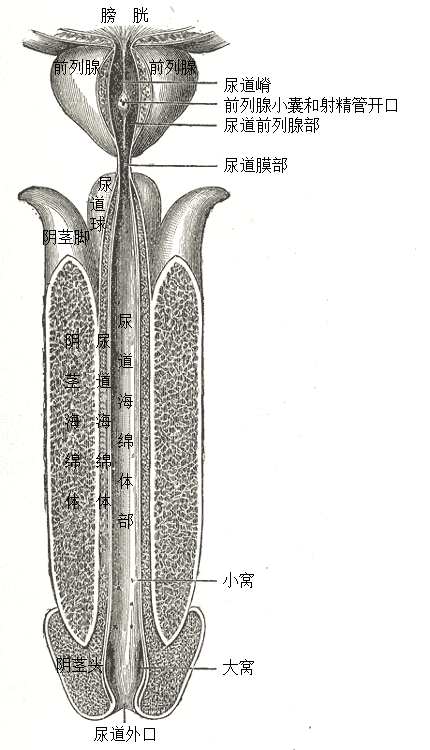
人類男性尿道

“雄性尿道”的拉丁语学名是 ，成熟男性的尿道约长20厘米左右。所有雄性哺乳动物的尿道均经过前列腺和阴茎，并在龟头开口，男性的尿道口俗称「马眼」。许多哺乳动物的龟头尿道出口处还有一个凸出（学名为 ），尤其羊的凸出特别长。
雄性动物的尿道分以下数段：
- 骨盆段（pars pelvina）
  - 前列腺前段（pars preprostatica）
  - 前列腺段（pars prostatica）
  - 前列腺后段（pars postprostatica），尿道肌位于这个部位
- 尿道峡（isthmus urethrae），尿道进入阴茎前的窄处
- 阴茎段（pars penina）

男人尿道分以下三段：
- 前列腺段（pars prostatica），约3至4厘米长
- 盆底段（pars membranacea），约1厘米长，在这里尿道肌围绕尿道
- 海绵体段（pars spongiosa），通过阴茎海绵体部分，约15至20厘米长。在出口处前放宽（fossa navicularis urethrae），然后又在出口处收缩成一个裂缝状（ostium urethrae externum，尿道外口）

尿道并不是从开始到结束都一样宽的，男人尿道有三个窄处和三个宽处：
- 第一个窄处：尿道内口（ostium urethrae internum）
- 第一个宽处：前列腺段（pars prostatica）
- 第二个窄处：盆底段（pars membranacea）
- 第二个宽处：尿道壶腹（ampulla recti urethrae）
- 第三个宽处：尿道舟状窝（fossa navicularis urethrae）
- 第三个窄处：尿道外口（ostium urethrae externum）

### 雌性尿道

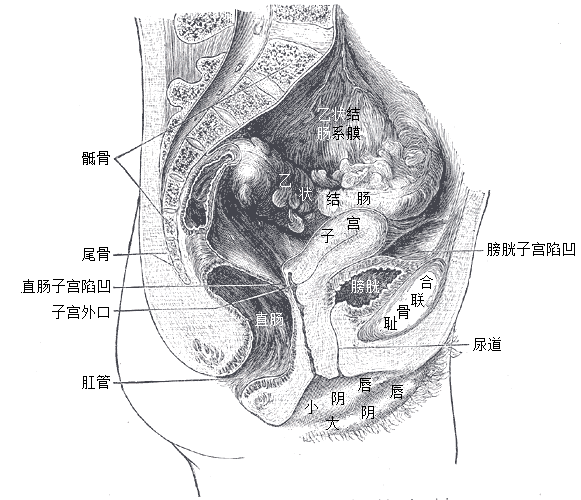
女性尿道

“雌性尿道”的拉丁语学名为 ，成熟女人的尿道长度在约2.5至4厘米之间，它的开口处位于阴道前庭和阴道口之间。雌性偶蹄目动物的尿道开口于一个由黏膜组成的盲腔内（尿道下憩室），这为导尿加大了难度。
尿道长度的性别差异有医学意义：女性尿道比较短，容易导致膀胱炎和尿失禁。男性尿道比较长，对使用导尿管比较不利，此外容易导致肾结石。
尿道肌是骨骼肌，它对憋尿能力非常重要。

## 组织学
尿道是一根带有肌肉的、皮质的管道。与其它泌尿系统管道一样，它由尿路上皮组成。上皮组织下是一层弹性的、带有血管网的结缔组织，称为海绵层（stratum spongiosum）；再向外是一层平滑肌，最外层是与周边组织相连的结缔组织。

## 检查
- 使用内視镜
- 抹片检查，使用棉球擦，检查擦下的组织中是否有导致感染的细菌
- 检验尿

## 疾病
- 尿道炎
- 尿道狭窄
- 憩室
- 瘘
- 息肉
- 黏膜脱垂
- 其他异常形态